# Chirk

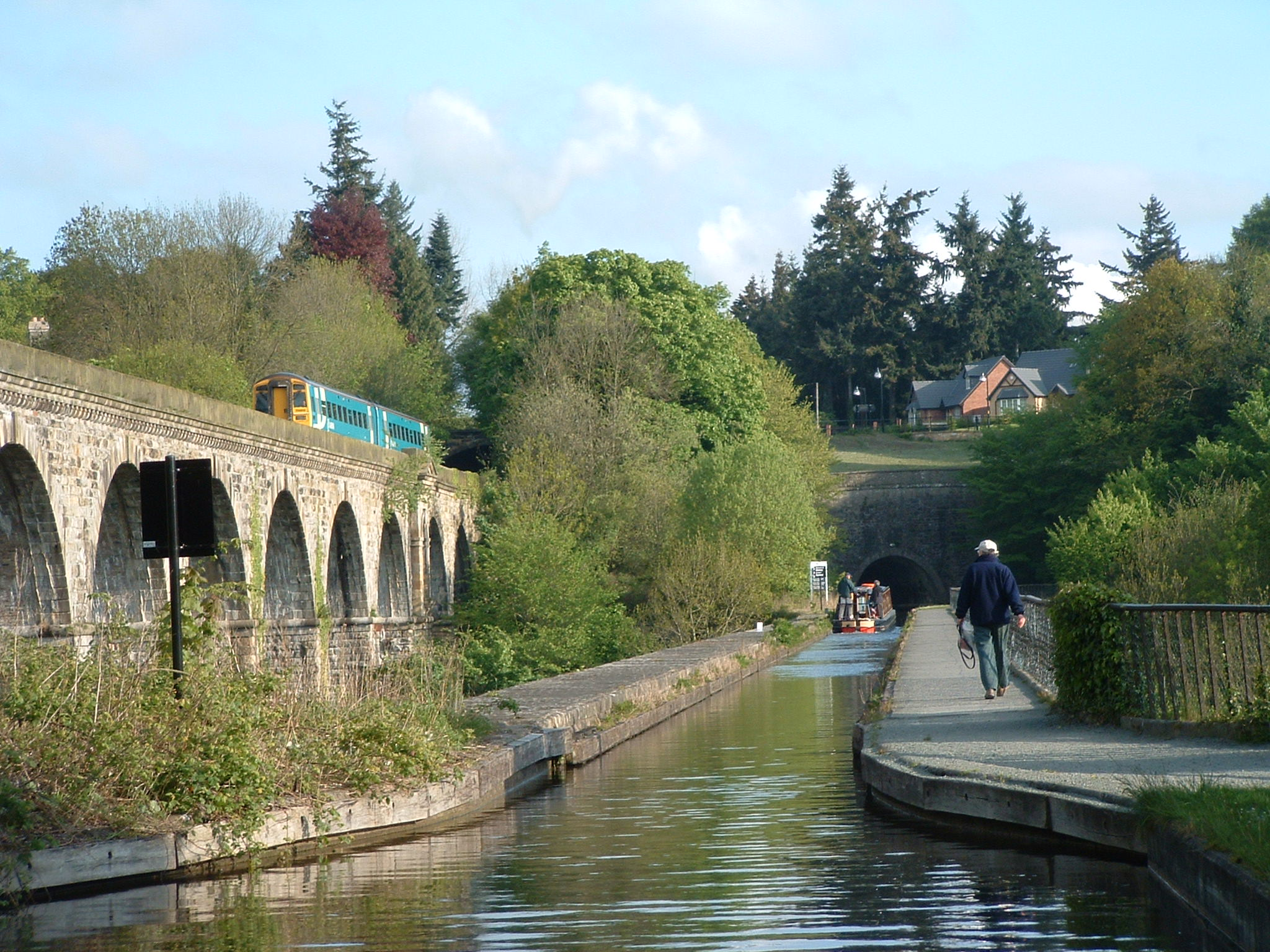
Aquaduct en tunnel in Chirk

Chirk is een plaats in de Welshe county borough Wrexham. Chirk telde zo'n 4400 inwoners in 2001.

## Geboren
- Paul Jones (1967), Welsh voetballer